# Кэри, Чейз
Чейз Кэри (англ. Chase Carey; род. 1954) — американский бизнесмен, вице-председатель компании 21st Century Fox, исполнительный директор Formula One Group (с 23 января 2017 года), сменивший её бывшего руководителя Берни Экклстоуна.

## Биография
Родился в 1954 году. Получил степень бакалавра Колгейтского университета и MBA в Гарварде. Во время учёбы в Колгейтском университете вступил в братство Delta Upsilon, был членом университетской команды по регби-футболу. В настоящее время является почетным попечителем-эмеритом университета.
В 1988 году начал работать в Fox Broadcasting Company холдига News Corporation. В течение следующих десяти лет он занимал пост директора по производству Fox, Inc. и сотрудничал с Гарвардом, будучи членом  Harvard Business School Rugby Club. Затем был директором по вещанию Fox, Inc., запустив в эфир программы Fox Sports и Fox News. Вместе с Питером Черниным был сооперационным директором холдинга News Corporation. За время работы Кэри в этой компании, она приобрела 34% контрольного пакета Hughes Electronics, которой на тот момент принадлежал DirecTV, провайдер спутникового телевидения в США. Кэри вошёл в состав совета директоров DirecTV и в 2003 году был назначен её генеральным директором. В 2006 году News Corporation продала контрольный пакет акций DirecTV компании Liberty Media, в обмен на часть её акций.
В июне 2009 года Чейз Кэри оставил DirecTV и вернулся в News Corporation, заняв там пост посты президента и заместителя председателя компании. В августе 2011 года Руперт Мердок объявил, что Кэри станет его преемником в качестве генерального директора News Corporation. Ранее предполагалось, что преемником будет его сын Джеймс. В 2013 году Кэри стал исполнительным директором 21st Century Fox. В 2015 году был назначен её вице-председателем, а Джеймс Мердок стал генеральным директором. В июле 2016 году Кэри подал в отставку со своего поста, оставшись консультантом компании. В сентябре 2016 года Liberty Media купила контрольный пакет акций Formula One Group, назначив 23 января 2017 года Чейза Кэри её исполнительным директором. Берни Экклстоун был отправлен в отставку. Помощниками Кэри стали Шон Братчес и Росс Браун.